# Annales du Disque-monde
Vous lisez un « article de qualité » labellisé en 2023.
La série de romans du Disque-monde, le plus souvent appelée Annales du Disque-monde, est une suite romanesque de fantasy humoristique écrite par Terry Pratchett entre 1983 et sa mort en 2015. Elle comporte quarante et un volumes, dont six pour enfants, six nouvelles et des ouvrages hors-série. Les illustrations originales des romans sont l'œuvre des illustrateurs Josh Kirby et Paul Kidby. Toutes les traductions en français sont l'œuvre de Patrick Couton, qui reçoit le grand prix de l'Imaginaire en 1998 pour son travail, et sont d'abord publiées en France à partir de 1993 par la maison d'édition L'Atalante.
Tous les romans de la série sont situés dans le même univers, celui du Disque-monde, comme leur nom l'indique. Les personnages et les lieux sont les mêmes dans tous les romans. Chaque série ou cycle met en avant un groupe de personnages récurrents qui évoluent légèrement d'un roman à l'autre, les histoires à l'intérieur de chaque cycle étant racontées dans l'ordre chronologique. Les romans peuvent tous être lus séparément à l'exception des deux premiers tomes, Le Huitième Sortilège et La Huitième Couleur, qui se suivent. Cette caractéristique, ainsi que l'admission par Pratchett lui-même que ses premiers romans ne forment pas une bonne introduction à son œuvre, encourage les fans à proposer de nombreux ordres de lecture optimaux.
Si les romans commencent dans une optique de simple parodie des clichés de la fantasy, ils gagnent en ampleur et en sérieux, et l'humour dépasse le pastiche pour devenir une fondation de l'univers romanesque de la série. Ainsi, les romans sont toujours drôles, mais peuvent traiter de sujets de plus en plus sérieux, comme le racisme, le libre arbitre et le rapport à la mort.
Les romans du Disque-monde rencontrent un important succès commercial dès leur sortie et Terry Pratchett peut quitter son emploi pour écrire à temps plein après la sortie du quatrième tome, Mortimer. En 2003, la BBC établit la liste des deux cents romans les plus appréciés au Royaume-Uni, la liste « Big Read ». Terry Pratchett est l'écrivain avec le plus de romans dans le classement total des deux cents ouvrages, avec quinze apparitions, dont quatorze font partie de la série Disque-monde. Il remporte plusieurs prix littéraires et son œuvre est encensée par la critique.
De nombreuses adaptations du Disque-monde en film, série, ou encore jeu vidéo sont réalisées sous l'égide de l'entreprise Narrativia que Pratchett co-fonde en 2012 et lègue à sa fille Rhianna Pratchett. Elles rencontrent un succès commercial et critique souvent mitigé.

## Présentation

### Structure de la série
La série de romans du Disque-monde est constituée de 41 tomes, tous situés dans le même univers, celui du Disque-monde, et rédigés par Terry Pratchett. Ces 41 romans peuvent presque tous être lus séparément, à l'exception du deuxième tome, Le Huitième Sortilège, qui est la suite directe du premier, La Huitième Couleur. Les personnages et les lieux sont les mêmes dans tous les romans. Chaque série met en avant un groupe de personnages récurrents, qui évoluent légèrement d'un roman à l'autre, les histoires à l'intérieur de chaque série étant racontées dans l'ordre chronologique. Les séries sont identifiées par leurs thèmes communs, mais ne sont pas traitées ouvertement comme telles par Pratchett ; il est cependant commun pour les maisons d'édition de suivre leur ordre.
Dans les premiers romans du Disque-monde, l'histoire s'articule autour de situations humoristiques, échafaudées à l'avance ; les personnages ne font que subir et réagir à ces évènements. Au fur et à mesure de la série, l'univers gagne en profondeur et les scénarios s'étoffent : d'une simple parodie de l'univers fantasy, l'auteur glisse vers la critique de nombreux concepts bien réels. Les personnages mènent l'histoire, et ce sont leurs pérégrinations et leur caractère qui amènent les situations humoristiques. L'auteur le reconnait lui-même : « Je pense qu'il y a toujours de l'humour, mais que les gags ne sont plus échafaudés à l'avance ; ils dérivent du caractère des personnages et des situations dans lesquelles ils se trouvent. L'humour arrive désormais de lui-même. »
L'univers gagne en profondeur, mais devient aussi plus sombre. Le personnage de Samuel Vimaire, commissaire désabusé de la ville d'Ankh-Morpork, a progressivement rendu l'univers plus noir et complexe : les comportements sont plus cruels dans ce que les uns peuvent faire aux autres, mais plus nobles dans ce que les uns peuvent faire pour les autres,.
| #   | Parution en anglais | Parution en français | Titre en français (titre en anglais)                                                       | Série                      |
| --- | ------------------- | -------------------- | ------------------------------------------------------------------------------------------ | -------------------------- |
| 1   | 1983                | 1993                 | La Huitième Couleur (The Colour of Magic)                                                  | Mages                      |
| 2   | 1986                | 1993                 | Le Huitième Sortilège (The Light Fantastic)                                                | Mages                      |
| 3   | 1987                | 1994                 | La Huitième Fille (Equal Rites)                                                            | Sorcières                  |
| 4   | 1987                | 1994                 | Mortimer (Mort)                                                                            | La Mort                    |
| 5   | 1988                | 1995                 | Sourcellerie (Sourcery)                                                                    | Mages                      |
| 6   | 1988                | 1995                 | Trois sœurcières (Wyrd Sisters)                                                            | Sorcières                  |
| 7   | 1989                | 1996                 | Pyramides (Pyramids)                                                                       |                            |
| 8   | 1989                | 1997                 | Au guet ! (Guards! Guards!)                                                                | Guet                       |
| 9   | 1990                | 1997                 | Faust Éric (Faust Eric)                                                                    | Mages                      |
| 10  | 1990                | 1997                 | Les Zinzins d'Olive-Oued (Moving Pictures)                                                 | Progrès                    |
| 11  | 1991                | 1998                 | Le Faucheur (Reaper Man)                                                                   | La Mort                    |
| 12  | 1991                | 1998                 | Mécomptes de fées (Witches Abroad)                                                         | Sorcières                  |
| 13  | 1992                | 1999                 | Les Petits Dieux (Small Gods)                                                              |                            |
| 14  | 1992                | 1999                 | Nobliaux et Sorcières (Lords and Ladies)                                                   | Sorcières                  |
| 15  | 1993                | 2000                 | Le Guet des orfèvres (Men at Arms)                                                         | Guet                       |
| 16  | 1994                | 2000                 | Accros du roc (Soul Music)                                                                 | La Mort                    |
| 17  | 1994                | 2001                 | Les Tribulations d'un mage en Aurient (Interesting Times)                                  | Mages                      |
| 18  | 1995                | 2001                 | Masquarade (Maskerade)                                                                     | Sorcières                  |
| 19  | 1996                | 2002                 | Pieds d'argile (Feet of Clay)                                                              | Guet                       |
| 20  | 1996                | 2002                 | Le Père Porcher (Hogfather)                                                                | La Mort                    |
| 21  | 1997                | 2003                 | Va-t-en-guerre (Jingo)                                                                     | Guet                       |
| 22  | 1998                | 2003                 | Le Dernier Continent (The Last Continent)                                                  | Mages                      |
| 23  | 2001                | 2003                 | Le Dernier Héros (The Last Hero)                                                           | Mages                      |
| 24  | 1998                | 2004                 | Carpe jugulum (Carpe Jugulum)                                                              | Sorcières                  |
| 25  | 1999                | 2004                 | Le Cinquième Éléphant (The Fifth Elephant)                                                 | Guet                       |
| 26  | 2000                | 2005                 | La Vérité (The Truth)                                                                      | Progrès                    |
| 27  | 2001                | 2005                 | Procrastination (Thief of Time)                                                            | La Mort                    |
| 28  | 2002                | 2006                 | Ronde de nuit (Night Watch)                                                                | Guet                       |
| 29  | 2003                | 2007                 | Le Régiment monstrueux (Monstrous Regiment)                                                | Progrès                    |
| 30  | 2004                | 2008                 | Timbré (Going Postal)                                                                      | Progrès (Moite von Lipwig) |
| 31  | 2005                | 2008                 | Jeu de nains (Thud!)                                                                       | Guet                       |
| 32  | 2007                | 2009                 | Monnayé (Making Money)                                                                     | Progrès (Moite von Lipwig) |
| 33  | 2009                | 2010                 | Allez les mages ! (Unseen Academicals)                                                     | Mages                      |
| 34  | 2011                | 2012                 | Coup de tabac (Snuff)                                                                      | Guet                       |
| 35  | 2013                | 2014                 | Déraillé (Raising Steam)                                                                   | Progrès (Moite von Lipwig) |
| N/A | 2001                | 2004                 | Le Fabuleux Maurice et ses rongeurs savants (The Amazing Maurice and his Educated Rodents) |                            |
| N/A | 2003                | 2006                 | Les Ch'tits Hommes libres (The Wee Free Men)                                               | Tiphaine Patraque          |
| N/A | 2004                | 2007                 | Un chapeau de ciel (A Hat Full of Sky)                                                     | Tiphaine Patraque          |
| N/A | 2006                | 2009                 | L'Hiverrier (Wintersmith)                                                                  | Tiphaine Patraque          |
| N/A | 2010                | 2011                 | Je m'habillerai de nuit (I Shall Wear Midnight)                                            | Tiphaine Patraque          |
| N/A | 2015                | 2016                 | La Couronne du berger (The Shepherd's Crown)                                               | Tiphaine Patraque          |

### Série des mages
La série des mages se concentre d'abord sur le personnage de Rincevent puis sur l'ensemble des mages de l'Université de l'Invisible.

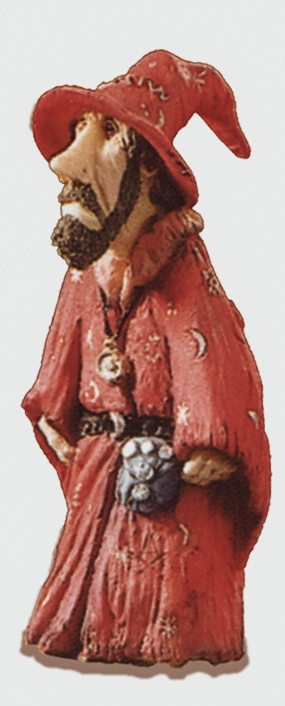
Une figurine de Rincevent.

En 1983, Terry Pratchett publie le premier roman du Disque-monde, La Huitième Couleur (The Colour of Magic). Le livre parodie les codes du genre médiéval-fantastique : Pratchett explique avoir voulu « faire pour la fantasy classique ce que Le shérif est en prison a fait pour le western ». La Huitième Couleur et Le Huitième Sortilège (The Light Fantastic), paru trois ans plus tard, sont les deux seuls livres du Disque-monde qu'il faut lire ensemble et dans l'ordre.
Le troisième roman de la série des mages est le cinquième roman de l'ensemble du Disque-monde, Sourcellerie (Sourcery), paru en 1988. On y apprend que les sourceliers, qui sont le 8e fils d'un 8e fils d'un 8e fils, ont failli causer une apocalypse, ce qui a mené au vœu de chasteté des mages de l'Université de l'Invisible d'Ankh-Morpork. Or, un sourcelier naît en secret et souhaite établir une domination du monde par les mages, ce qui risque de causer une nouvelle apocalypse.
Faust Éric (Faust Eric) paraît en 1990. Il s'agit d'une parodie de l'histoire de Faust, comme son nom l'indique. Dans ce roman, Rincevent est invoqué par un démonologue de treize ans qui veut dominer le monde, vivre éternellement, être riche et rencontrer la plus belle femme de tous les temps. Rincevent, qui lui fait croire qu'il est bien un démon, doit essayer de réaliser ses vœux, ce qui les mène dans les équivalents de l'Enfer de Dante et de la civilisation aztèque.
En 1994, Terry Pratchett publie le 17e tome du Disque-monde et le cinquième des mages, Les Tribulations d'un mage en Aurient (Interesting Times). Dans cet ouvrage, Rincevent se retrouve dans l'équivalent de la Chine communiste sur le Disque-monde, où une révolution menace en raison du récit de voyage publié par Deuxfleurs, le touriste qu'il accompagnait dans La Huitième Couleur et dans Le Huitième Sortilège.
En 1998, Le Dernier Continent (The Last Continent) voit Rincevent fuir vers l'équivalent de l'Australie sur le Disque-monde, tandis que les mages de l'Université de l'Invisible à Ankh-Morpork essaient de le retrouver.
En 2001, le 23e roman du Disque-monde, Le Dernier Héros (The Last Hero), est un roman illustré par Paul Kidby au cours duquel un groupe de barbares menés par Cohen le Barbare, qui a souvent croisé Rincevent dans les tomes précédents, décide d'envahir le panthéon des dieux.
Le dernier roman de la série des mages paraît en 2009 sous le titre Allez les mages ! (Unseen Academicals). Dans cet ouvrage, l'archichancelier de l'Université de l'Invisible, Mustrum Ridculle, essaie de créer une équipe de football universitaire, profitant du fait que le bibliothécaire soit un orang-outan pour le nommer gardien de but. Le roman parle du sens de solidarité créé par le football entre des personnes qui ne se connaissent pas mais partagent une équipe de cœur, ainsi que de la difficulté de changer de classe sociale.

### Série des sorcières
Les sorcières du Disque-monde se distinguent des mages par leurs pratiques magiques, plus informelles et liées à la nature et au monde vivant. Ce sont toutes des femmes, alors que les mages, tous des hommes à l'exception d'Eskarina dans La Huitième Fille (Equal Rites), utilisent des procédures plus mathématiques et sont très portés sur les rituels et cérémonies. Les romans des Sorcières mettent généralement trois sorcières en scène, dont Mémé Ciredutemps et Nounou Ogg, du royaume de Lancre. Elles sont également présentes dans les romans de la série de Tiphaine Patraque.

#### Sorcières dans les Annales du Disque-monde
En 1987, le troisième roman du Disque-monde et le premier à ne pas suivre Rincevent est La Huitième Fille (Equal Rites), dans lequel une petite fille, Eskarina, se voit attribuer par erreur des compétences de mage, normalement réservées aux hommes, ce qui force l'intervention de Mémé Ciredutemps et Nounou Ogg.
L'année suivante, Trois sœurcières (Wyrd Sisters), le sixième roman du Disque-monde, suit les deux sorcières récurrentes et leur nouvelle recrue Magrat Goussedail alors qu'elles tentent de sauver le fils du roi Vérence, assassiné par son cousin. Le roman, dont le titre anglophone est inspiré de Macbeth, utilise les thèmes du théâtre et particulièrement de l'œuvre de Shakespeare.
En 1991, Mécomptes de fées (Witches Abroad) se penche sur les questions du vaudou et des contes de fées, présentant les fées comme des êtres cruels qui aiment tourmenter l'humanité. En parallèle, Magrat Goussedail reçoit une proposition de mariage du nouveau roi Vérence, qu'elle a sauvé dans le tome précédent. L'année suivante, Nobliaux et Sorcières (Lords and Ladies) voit le retour des elfes dans le milieu rural dont sont originaires les sorcières. Comme Magrat est trop occupée par sa position de reine de Lancre pour s'acquitter de ses obligations de sorcière, Nounou Ogg et Mémé Ciredutemps essaient d'en recruter une nouvelle parmi les adolescentes du village.
En 1995, Masquarade (Maskerade) voit la nouvelle recrue des sorcières, Agnès Crettine, tenter de fuir ce destin pour devenir chanteuse d'opéra. L'opéra d'Ankh-Morpork semble hanté par un fantôme pacifique depuis de nombreuses années, mais on lui attribue maintenant des meurtres. Les sorcières décident de tirer cela au clair dans une parodie du Fantôme de l'Opéra.
Le dernier roman de la série des sorcières ne faisant pas partie de la série de Tiphaine Patraque, et vingt-quatrième roman de la franchise, est Carpe jugulum (Carpe Jugulum), dans lequel des vampires tentent de s'en prendre aux humains du royaume de Lancre.

#### Série Tiphaine Patraque
Les romans de la série Tiphaine Patraque s'adressent en théorie à un public plus jeune. Ils sont divisés par chapitres à l'insistance des éditeurs de Pratchett,. Contrairement aux annales, ils ne sont pas numérotés. Ils ont tous pour héroïne Tiphaine Patraque, jeune sorcière du Causse, et les petits êtres nommés Nac Mac Feegle, qui veillent sur elle.
Le premier tome de la série paraît en 2003 sous le nom Les Ch'tits Hommes libres (The Wee Free Men). Tiphaine Patraque, dix ans, rencontre les Nac mac Feegle. Armée d'une poêle à frire et du livre de sa grand-mère Les maladies du mouton, elle tente de combattre les monstres qui menacent d'envahir sa région. L'ouvrage se termine avec la découverte qu'elle est une sorcière et qu'elle doit être formée. Dans le tome suivant paru en 2004, Un chapeau de ciel (A Hat Full of Sky), elle commence sa formation et fait face au mal du pays et aux relations difficiles avec les autres apprenties sorcières, plus raffinées qu'elle.
En 2006, dans L'Hiverrier (Wintersmith), la sorcière chargée de l'apprentissage de Tiphaine Patraque meurt, la laissant seule avec un problème de taille : l'Hiverrier, l'être magique de l'hiver, est tombé amoureux d'elle et est en train d'étouffer toute la région sous des mètres de neige, refusant de laisser la place au printemps.
En 2010, Je m'habillerai de nuit (I Shall Wear Midnight) voit Tiphaine Patraque, qui a fini son apprentissage, accusée du meurtre d'un seigneur local. Elle doit faire face à une incarnation de l'Inquisition et à la chasse aux sorcières.
Le dernier roman de Terry Pratchett est aussi le dernier roman de la série Tiphaine Patraque. Dans La Couronne du berger (The Shepherd's Crown), paru en 2015 à titre posthume. Tiphaine fait face aux elfes déjà rencontrés dans Mécomptes de fées et Nobliaux et sorcières par les sorcières de Lancre, qui profitent de la mauvaise santé de Mémé Ciredutemps pour tenter à nouveau d'envahir le Disque-monde.

### Série de la Mort

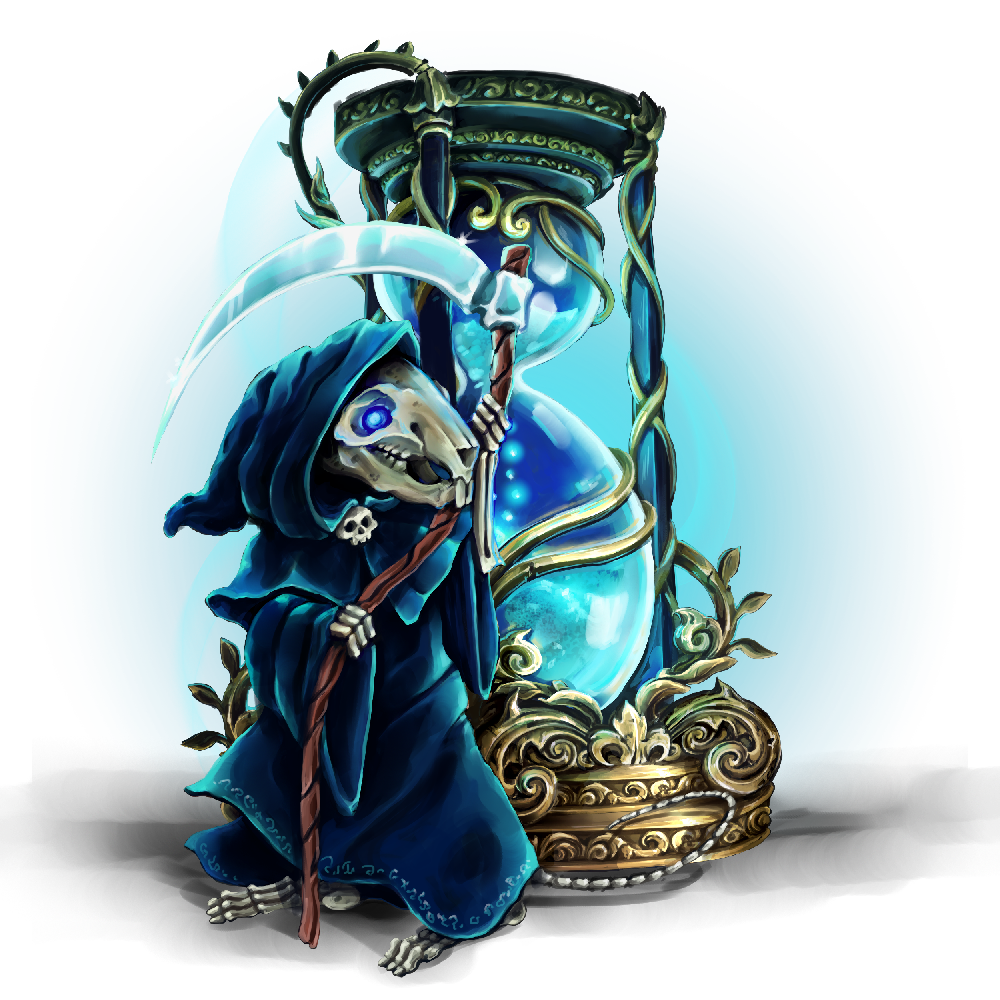
La Mort-aux-Rats, compagne de la Mort.

La série de la Mort parle de la personnification anthropomorphique de la Mort, de ses compagnons et de sa famille.
Le premier roman de la série de la Mort est Mortimer (Mort), paru en 1987 et quatrième roman de la série. Il suit l'histoire de Mortimer, recruté comme stagiaire par la Mort. On y suit l'apprentissage de Mortimer et sa relation avec la fille adoptive de la Mort, Ysabell.
En 1991, on retrouve la Mort dans Le Faucheur (Reaper Man), quand il est mis au placard par ses employeurs en raison de son attachement à l'humanité. En son absence, les morts-vivants ne peuvent plus aller vers l'au-delà et s'accumulent alors sur le Disque-monde, tandis que la Mort devient faucheur et découvre le poids de la mortalité.
Dans le seizième tome du Disque-monde, en 1994, Accros du roc (Soul Music) voit un jeune homme créer la musique rock sur le Disque-monde à l'aide d'une harpe enchantée qui le fascine autant que la Mort, qui en oublie de faire son travail et est remplacé par sa petite-fille Suzanne.
En 1996, Pratchett publie Le Père Porcher (Hogfather). Dans ce roman, le père Porcher, incarnation du père Noël sur le Disque-monde, est enlevé pour essayer de tuer l'esprit de la fête du Porcher. La Mort décide de le remplacer au pied levé.
Le dernier roman de la Mort paraît en 2001 sous le titre Procrastination (Thief of Time). Parodie de films d'arts martiaux, il suit les moines de l’histoire (dont Lou Tsé et son apprenti Lobsang) alors qu'ils essaient d'empêcher l'apocalypse causée par Jérémie Lhorloge, créateur d'une pendule si parfaite qu'elle peut emprisonner le temps.

### Série du Guet
Les romans du Guet racontent les aventures de Samuel Vimaire et du Guet municipal d'Ankh-Morpork. Considérés comme l'arc le plus populaire de la série, ils sont souvent recommandés à ceux qui veulent découvrir le Disque-monde.
En 1989, la série du Guet commence avec la publication du 8e tome du Disque-monde, Au guet ! (Guards! Guards!). Carotte Fondeurenfersson, humain élevé chez les nains, arrive à Ankh-Morpork et s'engage dans le Guet municipal. Une société secrète, qui désire renverser le Patricien Havelock Vétérini et rétablir la royauté à Ankh-Morpork, invoque un dragon pour qu'il ravage la ville mais celui-ci échappe à tout contrôle. Le Guet doit arrêter le dragon et faire échec à la tentative d'assassinat du Patricien.
En 1993, Le Guet des orfèvres (Men at Arms) décrit l'incorporation au Guet de nouveaux membres, issus de toutes sortes de classes sociales et de races. Le commandant Samuel Vimaire doit dépasser ses préjugés à l'arrivée d'un nain et d'un troll dans son équipe, alors qu'on découvre, quelques heures avant son départ à la retraite, une nouvelle tentative d'assassinat menée contre Vétérini.
Dans Pieds d'argile (Feet of Clay), paru en 1996, quelqu'un assassine plusieurs hommes sans histoires. Les seuls qui pourraient aider à l'enquête sont les golems, des créatures d'argile qui ne vivent que pour suivre les instructions qu'on leur donne. Or eux aussi commencent à se suicider.
L'année suivante paraît le vingt-et-unième tome des annales du Disque-monde, Va-t-en-guerre (Jingo). Dans ce tome, une île apparaît mystérieusement dans l'océan, à mi-chemin entre Ankh-Morpork et le Klatch, équivalent de l'Afrique du Nord dans le Disque-monde. Une guerre éclate rapidement, entraînant les membres du Guet dans les combats avec plus ou moins d'enthousiasme.
En 1999 paraît Le Cinquième Éléphant (The Fifth Elephant), dans lequel Vimaire est envoyé en mission diplomatique en Überwald, le pays des nains, des vampires et des loups-garous, où les tensions sont exacerbées par le monopole des nains sur les gisements de graisse sous la surface et par le vol de leur Scone de Pierre,.
Le 28e tome du Disque-monde, et sixième du Guet, est Ronde de nuit (Night Watch), dans lequel Vimaire remonte le temps d'une vingtaine d'années et rencontre son moi du passé, fraîchement recruté au Guet en pleine révolution populaire inspirée par la Commune de Paris.
En 2005 paraît Jeu de nains (Thud!), inspiré du Da Vinci Code. Les trolls et les nains sont des ennemis héréditaires qui ne se sont jamais pardonné l'embuscade de Koom, dont chaque faction accuse l'autre. Quand un nain est assassiné et qu'on trouve une massue trolle à côté du corps, Vimaire doit enquêter pour trouver le coupable et empêcher une nouvelle guerre entre les deux races.
Le dernier tome de l'arc du Guet, Coup de tabac (Snuff), paraît en 2011. Il traite de l'esclavage et de l'assassinat de gobelins, une race vue comme animale et donc ne méritant pas une vraie enquête. Or, l'enquête de Vimaire, présent lors du meurtre alors qu'il est parti en vacances avec sa femme et son fils, dévoile une large affaire de contrebande et l'extraordinaire talent artistique des gobelins.

### Série du progrès
La série du progrès n'est pas aussi uniforme que les autres : elle est constituée de trois romans indépendants et de trois autres ayant pour protagoniste Moite von Lipwig, un escroc notoire envoyé par Havelock Vétérini à la tête de plusieurs institutions. Cette série se déroulant à Ankh-Morpork, elle inclut régulièrement les mages et les membres du guet.
Le premier roman du progrès paraît en 1990 avec le dixième tome du Disque-monde, Les Zinzins d'Olive-Oued (Moving Pictures). Il raconte l'avènement du cinéma dans une parodie de Hollywood. En 2000, Pratchett publie La Vérité (The Truth), qui suit l'arrivée de l'imprimerie à Ankh-Morpork et les évolutions qui s'ensuivent dans le monde de la presse. Le troisième tome indépendant de la série du progrès est Le Régiment monstrueux (Monstrous Regiment), qui se déroule en Borogravie, un petit pays qui est en guerre depuis aussi longtemps que la mémoire humaine se souvienne. Une jeune femme décide de se faire passer pour un homme et de s'engager afin de retrouver son frère disparu au front et découvre que la situation du pays est très différente de ce qu'on raconte aux civils. Ces trois tomes sont parfois considérés comme des romans sans série plutôt que comme la première partie du cycle du progrès.
La deuxième moitié du cycle du progrès est constituée des romans sur Moite von Lipwig. Contrairement aux autres romans du Disque-monde, ils sont divisés en chapitres, chaque chapitre commençant par un court résumé de ce qui va arriver. Le premier paraît en 2004 : dans Timbré (Going Postal), l'escroc Moite von Lipwig est sauvé d'une pendaison par le patricien Vétérini, qui lui donne le choix entre accepter sa condamnation à mort ou remettre sur pied le vieux service de la Poste publique d'Ankh-Morpork à l'ère de la mondialisation. Dans la suite, Monnayé (Making Money), parue en 2007, Vétérini ordonne à von Lipwig, qui a réussi sa mission à la Poste, de faire de même pour la banque centrale d'Ankh-Morpork. Le troisième et dernier tome, Déraillé (Raising Steam), datant de 2013, le voit s'intéresser au transport ferroviaire et à la machine à vapeur.

### Autres romans
Trois romans du Disque-monde n'appartiennent à aucune série.
En 1989, Pyramides (Pyramids) raconte l'histoire de Teppic, jeune diplômé de la guilde des Assassins d'Ankh-Morpork qui retourne au royaume du Jolhimôme pour succéder à son père, le pharaon défunt. Le roman s'appuie sur les thèmes de l'Égypte ancienne et de la Grèce antique.
Le treizième roman du Disque-monde, paru en 1992, Les Petits Dieux (Small Gods), suit l'histoire d'un ancien dieu qui perd ses fidèles au temps de l'essor des religions monothéistes, et de ce qui lui arrive quand plus personne ne croit en lui.
Le dernier roman seul du Disque-monde n'est pas numéroté, étant comme ceux de Tiphaine Patraque destiné à un public plus jeune. Le Fabuleux Maurice et ses rongeurs savants (The amazing Maurice and his educated rodents) reprend l'histoire du joueur de flûte de Hamelin. Dans le roman, un chat et des souris apprennent à parler en raison d'une anomalie magique et décident de commencer un partenariat avec un adolescent humain pour faire fortune en envahissant la ville de rats, puis en envoyant l'humain traiter avec les autorités locales et jouer de la flûte pour faire partir les rats avec lui.

## Ordres de lecture conseillés

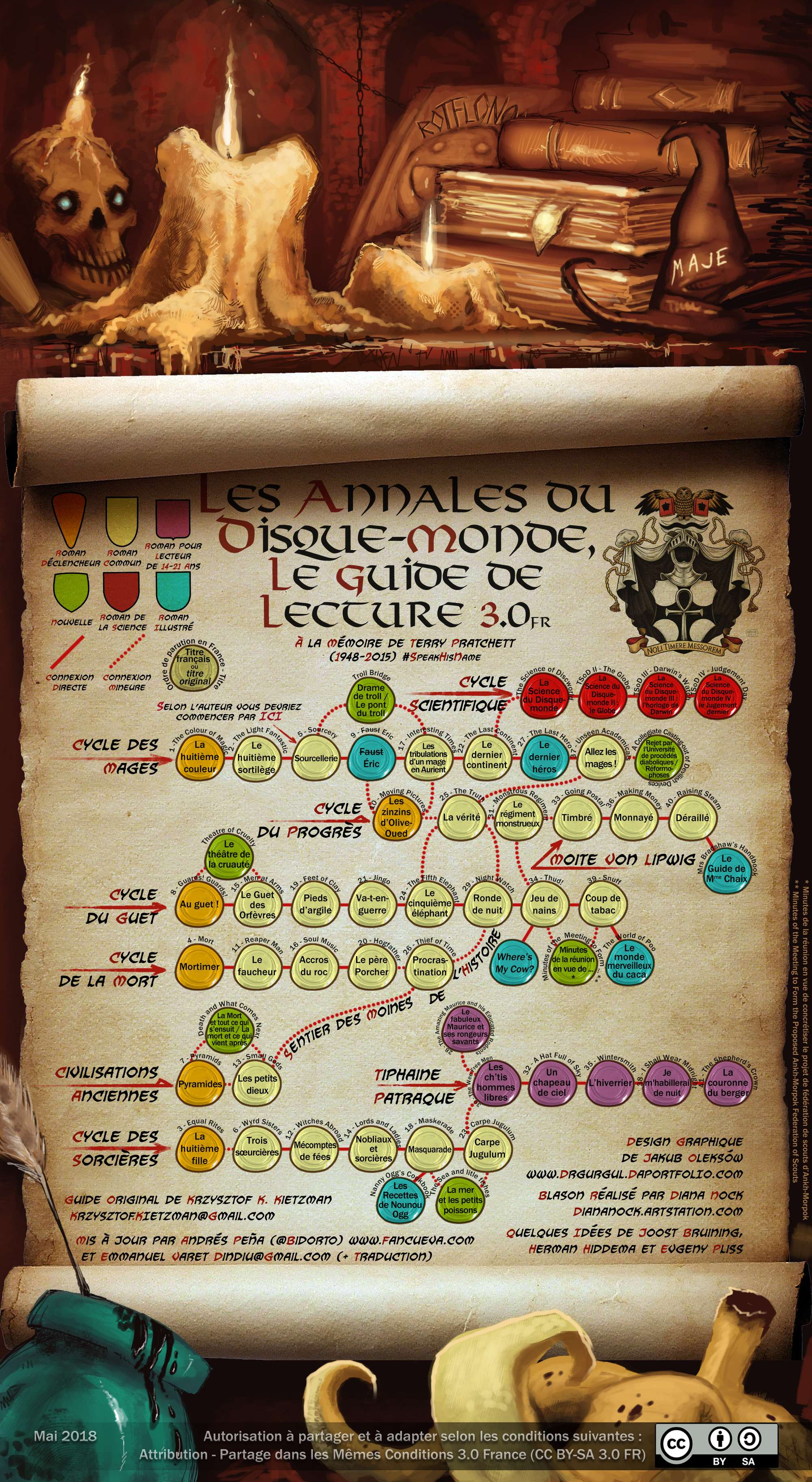
Un guide de lecture des Annales du Disque-monde.

Chaque livre du Disque-monde pouvant être lu indépendamment des autres, et Terry Pratchett ayant lui-même affirmé que ses premiers livres n'étaient pas les meilleurs pour commencer à découvrir la série, de nombreux ordres de lecture sont possibles.
Il est tout à fait possible de lire les romans dans leur ordre de publication,. Le principal argument émis contre cette option est que les deux premiers tomes des annales du Disque-monde ont un style différent du reste de la série et visent beaucoup plus la parodie que la construction d'une histoire originale. Un avantage de cet ordre de lecture est que les évolutions du style d'écriture sont constantes, et qu'on n'a pas de « retour en arrière » dans l'expérience de Pratchett en tant qu'écrivain. Patrick Couton, traducteur francophone de Pratchett, conseille cet ordre de lecture, estimant que les deux premiers tomes présentent efficacement l'univers du Disque-monde pour la suite.
Un autre type d'approche de la franchise est très commun et consiste à lire l'intégralité d'une série au choix,. Il est par exemple commun de recommander la lecture de Au guet ! pour commencer la série, en enchaînant sur la suite de la série du Guet,. D'autres recommandent de se lancer dans l'arc des Mages pour conserver un semblant d'ordre chronologique.
Mortimer, Timbré !, Trois sœurcières et Les Petits Dieux sont tous les quatre recommandés comme première découverte de l'univers du Disque-monde. Les deux premiers livres constituent l'ouverture d'une série (respectivement celle de la Mort et celle de Moite von Lipwig), Trois sœurcières est le premier roman de Pratchett publié à titre professionnel et le premier tome de la série des Sorcières, et Les Petits Dieux est un roman indépendant sans suite ; les trois premiers livres recommandés sont suffisamment indépendants pour qu'on s'en satisfasse sans continuer leurs séries respectives. D'autres conseillent de commencer par n'importe lequel des livres indépendants pour découvrir le Disque-monde avant de décider d'un ordre de lecture pour tous les romans.
Plusieurs ordres de lecture proposés se contentent de conseiller de lire dans l'ordre dans lequel on trouve les livres, en bibliothèque ou en librairie, puisqu'ils peuvent techniquement être lus dans n'importe quel ordre,.

## Analyse

### Genre et humour
Toute la série du Disque-monde appartient au genre de la fantasy, Pratchett expliquant qu'« il est plus facile de faire plier l'univers autour de l'histoire » dans ce genre littéraire. D'autres le voient comme le principal représentant de la fantasy burlesque ou de la fantasy humoristique,. Dans un discours, il affirme que « la fantasy, ce n'est pas seulement des magiciens et des baguettes magiques. C'est voir le monde depuis de nouveaux points de vue », en référence à la série Harry Potter de J. K. Rowling et au Seigneur des anneaux de J. R. R. Tolkien. Dans le même discours, il reconnaît les apports positifs de ces œuvres. Il dit avoir une dette envers la science-fiction et la fantasy qui l'ont vu grandir, mais détester l'appellation « réalisme magique », qui est selon lui « un moyen poli de dire que vous faites de la fantasy, un terme plus facile à accepter pour certaines personnes […] qui, finalement, ne s'en préoccupent pas plus que ça ».
Le succès de Terry Pratchett repose entre autres sur les parodies et les allusions présentes dans ses œuvres. Tout en invitant le lecteur dans un univers de fantasy, il fait fréquemment référence à d'autres univers imaginaires, ainsi qu'au monde réel. Si ces allusions ont uniquement pour but, dans ses premiers ouvrages, de faire rire, elles évoluent ensuite pour s'intégrer à un niveau plus profond de l'intrigue, faisant appel de manière plus subtile aux connaissances du lecteur. Ces allusions permettent à l'auteur de présenter deux visions parodiques. D'un côté, il parvient à montrer au lecteur les incohérences des univers de fantasy en faisant ressortir à l'extrême leurs conventions irréalistes et l'absurdité de certaines situations. Il reprend des clichés du genre et les présente sous un point de vue logique, presque scientifique, accédant ainsi à l'imaginaire d'un large public. À d'autres moments, ce sont certains éléments de la réalité qui sont imités dans son univers de fantasy, comme le cinéma dans Les Zinzins d'Olive-Oued ou le journalisme dans La Vérité. Le Disque-monde en permet une interprétation critique. Le fait que Pratchett joue sur l'incohérence de son propre monde et s'en moque contrevient aux principes de la fantasy, qui exige souvent la suspension d'incrédulité.
Les noms des personnages, des lieux et les titres des œuvres de Terry Pratchett contiennent souvent des jeux de mots et des références culturelles,. Quelques-uns de ses personnages sont des parodies de personnages connus : par exemple, Cohen le Barbare, aussi appelé Gengis Cohen, est une parodie de Conan le Barbare et de Gengis Khan, tandis que le génie farfelu Léonard de Quirm renvoie à Léonard de Vinci. Les romans commencent souvent par un rappel des règles physiques et de la cosmogonie de l'univers du Disque-monde.

### Style d'écriture
Tous les romans du Disque-monde sont écrits d'un point de vue omniscient et à la troisième personne. Terry Pratchett est connu pour son style d'écriture original qui inclut un certain nombre d'éléments caractéristiques, comme l'utilisation de notes de bas de page qui impliquent souvent une digression comique ou un commentaire sur la narration,. Une analyse de corpus linguistique montre qu'il dévie également souvent de son style d'écriture classique pour créer un élément de surprise et d'humour dans la narration.
Il évite d'utiliser des chapitres, ce qu'il explique dans une interview pour Book Sense : « La vie n'est pas découpée en chapitres réguliers, ni les films, et Homère n'écrivait pas en chapitres. » Il ajoute : « Je n'ai pas la moindre idée de leur utilité dans la littérature pour adulte. » Certains de ses ouvrages font néanmoins exception, comme Timbré ou Monnayé, ainsi que quelques-uns de ses livres pour enfants. Il explique que dans les œuvres pour jeunes adultes, son éditeur « hurle » tant qu'il n'y a pas de chapitres, mais le reste du temps, il estime que cela constitue un obstacle inutile sur le chemin de la narration.
Une autre de ses marques de fabrique est le non-respect des conventions typographiques lors des dialogues de certains personnages. La Mort, par exemple, n'utilise pas les guillemets et ses paroles sont écrites entièrement en capitales, ce qui met en relief le fait qu'il parle par télépathie. Les contrôleurs de la réalité n'utilisent pas non plus de guillemets, et les épiciers d'Ankh-Morpork n'utilisent pas la ponctuation correctement ; de même, les golems mettent une majuscule à chaque mot.
À partir de Allez les mages !, Terry Pratchett dicte ses romans au lieu de les taper au clavier, la maladie d'Alzheimer ayant affecté sa capacité à mémoriser l'emplacement des lettres et le ralentissant considérablement. Il les dicte d'abord à un assistant puis par un logiciel de reconnaissance vocale. Il estime que ce changement de technologie n'a pas eu un impact important sur son style d'écriture, sauf le rendre « plus conversationnel ».
Terry Pratchett est généralement considéré comme facile à lire, avec une prose simple et un humour accessible, bien qu'il s'appuie souvent sur des références britanniques. Il utilise cependant beaucoup de références au genre de la fantasy, qui ne sont pleinement compréhensibles que par des personnes qui connaissent déjà bien le genre, en particulier dans les deux premiers tomes de la série.

### Univers
Le Disque-monde est un monde plat et circulaire, complété par l’immense chute d'eau qui s’écoule de ses bords. Il est soutenu par quatre éléphants, eux-mêmes juchés sur la carapace de la Grande A’Tuin, tortue gigantesque naviguant lentement dans le cosmos,. Comme le Disque-monde est un disque, les points cardinaux (nord, sud, est et ouest) n’existent pas, et les directions sont donc remplacées par leurs équivalents circulaires : vers le moyeu, vers le bord, sens direct et sens rétrograde.
Le Disque-monde est peuplé de toutes sortes de races dont les humains, les trolls, les nains, les gobelins et des dragons ; cependant, ces races subvertissent souvent les normes de genre. Malgré leur univers de fiction, les romans de Pratchett sont empreints de détails technologiques et de méthodologie scientifique, dans la lignée de l'écrivain Lyon Sprague de Camp. Il développera certaines de ses idées dans la série d'ouvrages de vulgarisation scientifique La Science du Disque-monde,.
Ankh-Morpork, la plus grande et la plus fameuse ville du Disque-monde, où se déroule la majorité des romans, est située dans les plaines de Sto, sur le premier continent. Elle est formée de la réunion de deux villes « Ankh » et « Morpork », séparées par le fleuve Ankh. Ankh-Morpork est dirigée par le patricien Havelock Vétérini et les guildes. Sa population est d'environ 1 000 000 habitants, ce qui en fait la plus grande ville sur le Disque-monde. Avec une population naine d'environ 50 000 individus, Ankh-Morpork est également la plus grande ville naine hors d'Überwald. Au fur et à mesure du développement de l'univers, la ville passe d'une caricature des univers médiévaux-fantastiques pour devenir une allusion au Londres du XIXe siècle, et plus exactement de l'été 1858 de la Grande Puanteur. Enfin, son surnom, « La Grosse Youplà » (The Big Wahoonie en anglais, le wahoonie étant un fruit du disque-monde), est un clin d'œil à celui New York, « la grosse pomme ».

### Thèmes majeurs

#### Relations de pouvoir
Terry Pratchett crée des personnages qui doivent arbitrer entre différentes influences puissantes et parfois surnaturelles qui s'opposent. Plusieurs de ses romans opposent par ailleurs la tyrannie et la liberté, ou discutent des mécanismes par lesquels une guerre peut être déclenchée ou empêchée. Au Guet ! parle d'émeutes urbaines, Va-t-en-guerre de la guerre, Le dernier héros de terrorisme et Ronde de nuit de révolution, quatre incarnations différentes de ces jeux de pouvoir.
Plusieurs romans de Pratchett, notamment dans la série du Guet municipal, parlent de conflits économiques et de racisme. Des forces officielles, comme le Patricien, le guet municipal ou encore les guildes d'artisans, s'opposent entre elles ou à des forces officieuses, comme des groupes religieux ou des personnalités fortes et puissantes, dont Sybil Ramkin, plus riche héritière de la ville, ou l'entrepreneur-escroc Moite von Lipwig. Les héros de Pratchett subvertissent et s'opposent à l'héroïsme, et son héritier caché au trône d'Ankh Morpork fait tout son possible pour ne pas être identifié et forcé à diriger le peuple. Samuel Vimaire, à la tête du Guet municipal, a souvent des comptes à rendre à ses supérieurs, qui peuvent entrer en conflit avec ses propres valeurs ou avec le bien du peuple.

#### Racisme
La ville d'Ankh-Morpork est extrêmement multiculturelle, et de nombreux membres d'espèces minoritaires y immigrent en espérant s'intégrer à la vie de la région plutôt que rester dans leur région d'origine ségréguée. S'y posent donc des questions d'identité et de racisme, appelé « espécisme » dans les romans, surtout dans les livres du Guet. Le patricien Vétérini exige du Guet qu'il se diversifie, par mesure de sécurité et d'image publique. Le Guet agit comme un microcosme de la ville, où les espèces doivent se fréquenter et apprennent à s'accepter : notamment, la louve-garou Angua apprend à tolérer, et devient même amie avec la vampire Sally après des milliers d'années de tensions entre ces deux majorités ethniques d'Überwald, dont les deux personnages sont originaires.
Samuel Vimaire doit apprendre à dépasser ses préjugés raciaux alors que le Guet s'étend et recrute sans distinction d'espèce, contre son gré ; de façon générale, Pratchett ne limite pas le racisme à ses méchants, et ses meilleurs héros sont parfois ignorants ou franchement racistes et s'améliorent tout au long de la série, de façon nuancée et imparfaite. Le sergent Fred Côlon, personnage autrement très sympathique, fait de nombreuses remarques et blagues espécistes ; son ami et collègue Chicard Chique le met souvent face à ses contradictions en posant des questions apparemment innocentes, bien qu'il ne soit jamais clair qu'elles sont intentionnelles. Plus tard dans la série, il doit revoir ses convictions après avoir été possédé par un artefact gobelin qui lui fait voir la vie du point de vue gobelin. Côlon fait également une exception pour les membres du Guet, affirmant qu'il n'y a pas d'espèces dans le Guet mais seulement des hommes du Guet – avant de se souvenir que le Guet inclut désormais aussi des femmes. Vimaire se sent souvent perdu dans sa propre ville en raison des communautés diverses qui s'y sont installées dans les dernières années, mais apprend peu à peu à utiliser son privilège d'humain pour défendre les autres espèces et leurs droits. Il s'éduque activement au sujet des discriminations subies par les autres espèces dans les actes les plus anodins du quotidien et surmonte sa méfiance des vampires et des morts-vivants en général.
Souvent, les personnages parviennent à dépasser le racisme grâce au jeu, que ce soit le jeu Thud auxquels s'adonnent les nains et les trolls ou le football dans Allez les mages ! qui permet d'accepter un ogre. L'art aussi a sa place, notamment le talent artistique des gobelins dans Coup de tabac.

##### Entre humains
Va-t-en-Guerre dépeint des tensions entre des humains de deux différentes nations, avec une guerre entre Ankh-Morpork et son voisin, le Klatch, présenté comme un mélange de stéréotypes sur le monde arabe et le sous-continent indien du monde réel : ils mangent du curry, vivent dans le désert et se battent avec des cimeterres. Les tensions entre les pays se traduisent par une attaque d'un magasin klatchien à Ankh-Morpork, ce qui mène à la radicalisation de Janil, le fils du propriétaire, qui part se battre au front du côté klatchien alors qu'il est né et a grandi à Ankh-Morpork.

##### Nains et trolls
Pratchett met en scène des mouvements sociaux de golems et de gobelins visant à la libération des premiers et à la considération des seconds comme une espèce digne de respect. Les nains en particulier sont une minorité opprimée dans le premier tome de la série ; avant la fin de la série, leur nombre dépasse les 50 000 et a un rôle essentiel dans l'élection du dirigeant de l'espèce, pourtant situé dans le pays voisin d'Überwald, Ankh-Morpork étant considérée comme une « ville naine » par le peuple nain. Si le premier nain officiellement recruté par le Guet est Bourrico dans le deuxième tome de la série, le capitaine Carotte Fondeurenfersson est un humain élevé parmi les nains et arrivé à Ankh-Morpork à l'âge adulte qui se considère comme un nain à part entière et joue souvent un rôle de médiateur entre les espèces.
Plusieurs ouvrages traitent des tensions entre les nains et les trolls, en particulier Jeu de nains,. Les deux peuples se haïssent et leurs tensions créent des problèmes dans l'ensemble d'Ankh-Morpork. Il existe tout un courant fondamentaliste chez les nains, qui refuse les nouvelles approches du genre des naines d'Ankh-Morpork et qui s'adonne aux discours haineux envers les trolls, estimant qu'un écrit sacré dont personne ne connaît l'origine dit qu'il faut les éradiquer. Ils refusent dans un premier temps de laisser le Guet municipal enquêter sur le meurtre de l'un des leurs, estimant que le Guet, qui inclut peu de nains et un troll, n'est pas neutre. D'autres nains, nés à Ankh-Morpork, portent leur casque à l'envers et ne parlent nain qu'au sein du foyer : ils sont pleinement intégrés, mais certains considèrent quand même leur patrie comme les montagnes d'Überwald et admirent les fondamentalistes dans une dissonance cognitive évidente.

##### Gobelins et esclavage
Le dernier roman du Guet, Coup de Tabac, adresse frontalement la question de l'esclavage comme acte de « déshumanisation », ici des gobelins. Les gobelins sont esclaves parce qu'on les considère comme du bétail n'ayant pas l'intelligence de l'humanité, voire comme de la vermine. Des chasseurs de trésor pillent régulièrement leurs magnifiques créations artistiques, qui ont pourtant une énorme valeur rituelle pour eux et dont dépend la survie de l'espèce. On les accuse de cannibalisme sur leurs petits, ce qu'ils ne font que si la vie de leur enfant est en danger : les gobelins qui mangent leurs enfants rangent leur âme dans les œuvres d'art mentionnées plus haut, ce qui leur permet de se réincarner. Il s'agit d'ailleurs de la seule espèce qui n'est jamais embauchée par le Guet au début du dernier tome.
Plus tard, Angua rencontre un gobelin qui a adopté un prénom humain. Curieuse de ce choix, elle commence une réflexion sur l'assimilation culturelle et le fait que finalement, tout le monde finit par être plus humain à Ankh-Morpork, qui n'est donc pas aussi multiculturelle qu'elle n'y paraît. Une autre gobeline, Larmes-de-Champignon, adopte une approche différente et utilise les talents gobelins pour composer une musique céleste qu'elle joue en public à l'opéra d'Ankh-Morpork, ce qui jouera un rôle crucial dans l'acceptation de l'espèce.

##### Golems et immigration
Pratchett met en scène un mouvement de libération des golems. Les golems sont démonisés et à peine tolérés, travaillant sans avoir besoin de repos ni de salaire et n'ayant pas de volonté propre ; Pratchett réutilise des arguments entendus au Royaume-Uni contre la main-d'œuvre immigrée pour les critiques des golems. Ils sont vus comme empêchant les « vrais gens » de travailler, et comme la cause de la baisse des salaires, bien que leur prix soit fixé par leurs propriétaires sans scrupules et pas par eux-mêmes.

#### Genre et sexisme

##### Chez les pratiquants de la magie
Au premier abord, les pratiques magiques du Disque-monde sont très binaires : d'un côté les mages académiques et mondains, dont les universités sont en pleine ville et qui ne quittent pas le campus, de l'autre les sorcières rurales qui s'occupent avant tout des naissances, des morts et des maladies dans leur communauté locale. On compte une exception de chaque côté : Eskarina dans La Huitième Fille est une mage,,, et un garçon commence un apprentissage de sorcier dans la série de Tiphaine Patraque. Cette séparation des genres se retrouve dans la classe sociale des personnages, avec des magiciens éduqués et passant des concours et des sorcières spécialisées dans la sphère domestique et les remèdes de grand-mère (littéralement). Pourtant, les sorcières ont tout autant de pouvoir que les mages : Mémé Ciredutemps parvient par exemple dans Trois soeurcières à déplacer le royaume de Lancre 15 ans dans le futur, et les sorcières sauvent le monde plusieurs fois de façon magique. Simplement, elles sont encouragées à ne faire appel à la magie que dans des cas exceptionnels, et à se concentrer sur leurs tâches quotidiennes et sur le labeur émotionnel : Mémé Ciredutemps tient la « têtologie », qui relève de la psychologie et de l'effet placebo, en très haute estime.
Mémé Ciredutemps profite de son rôle de femme pour passer inaperçue ou ne pas être prise au sérieux quand ça l'arrange ; elle enseigne à plusieurs personnages la valeur du travail genré au féminin et des « petits miracles pour des gens ordinaires » plutôt que la recherche du pouvoir et de la richesse. Cependant, ce sont bien les mages qui vivent confortablement et ne travaillent qu'à ce qui les intéresse, tandis que les sorcières travaillent dur sans reconnaissance. Certains auteurs voient enfin la place des sorcières dans la société comme une subversion du genre féminin et font remarquer que malgré la séparation très claire des genres dans la magie, aucun attribut biologique n'est invoqué pour justifier cette ségrégation. Dans La Huitième Fille, Mémé Ciredutemps finit d'ailleurs par vaincre en duel un mage avec ses propres techniques, à la surprise générale des mages qui s'attendent à la voir utiliser ses pouvoirs limités et domestiques de sorcière.
Les sorcières ont trois archétypes, chacun des trois étant représenté, en théorie, dans un groupe : la jeune fille, la mère et la vieille,,. La jeune fille (vierge) et la mère suivent les archétypes des représentations féminines, et une grosse partie de Carpe Jugulum évoque les remous créés chez les sorcières de Lancre quand Magrat Goussedail passe de fille à mère. Nounou Ogg est évidemment la mère : ayant donné naissance à toute une lignée, elle enchaîne les blagues ribaudes et fait appel à sa descendance pour régler certains problèmes,. Sa vie sexuelle extrêmement active, surtout au temps de sa jeunesse, est sujet de blagues, mais jamais de honte. Si les sorcières évoluent dans un monde patriarcal qui met les mages au-dessus d'elles, Pratchett les écrit pourtant avec plus de dignité et de respect que ces derniers.

##### En ville
En ville, et notamment dans la série du Guet, les dynamiques de genre sont multiples. Angua est à la fois la première loup-garou et la première femme à intégrer le Guet municipal, et de nombreuses répliques du roman où elle arrive, Le Guet des orfèvres, font allusion à son statut de minorité sans expliciter de laquelle des deux minorités il s'agit. Il est par ailleurs bien clair qu'elle a été embauchée dans une optique de discrimination positive au début du roman, comme le troll Détritus et le nain Bourrico, mais il faut presque toute la durée du roman pour qu'on comprenne que ces quotas ne sont pas liés à son genre, mais à son espèce. Dans l'ensemble des romans, elle se démarque par la qualité de son travail.
Angua est une femme très belle, et ses interlocuteurs semblent souvent considérer cela comme la menace principale qu'elle représente, alors qu'elle est d'une espèce tueuse et policière spécialisée dans les courses-poursuites. Comme elle est femme, elle est vue comme vulnérable, et son expression de colère qui consiste à montrer les dents est toujours interprétée à tort comme un sourire. Quand le bruit commence à courir qu'un loup-garou fait partie du Guet, malgré les indices, la grande majorité des gens suppose qu'il s'agit d'un collègue particulièrement laid.
Toujours dans la série du Guet, Sally est embauchée plus tard dans la série. Il s'agit d'une vampire qui à la même force et la même beauté qu'Angua, en plus d'être son ennemie héréditaire en raison de la haine viscérale que se vouent les deux espèces. Sally, d'apparence androgyne, est bien plus gracieuse et féminine qu'Angua et joue un rôle féminin dès ses débuts dans l'équipe, ce qui met Angua mal à l'aise, elle-même ayant toujours assumé un rôle masculin.
La troisième femme de la série du Guet est Hilare Petitcul, une naine. Dans le Disque-monde, tous les nains utilisent le masculin et sont perçus comme des mâles ; le rituel de séduction classique inclut la détermination du sexe de l'autre nain avant toute autre étape, mais l'information est considérée comme intime. Hilare Petitcul commence à porter du maquillage et des bijoux féminins dans sa barbe, lançant toute une vague de coming out de naines dans la ville, ce qui cause des tensions religieuses au sein de la communauté naine. Petitcul étant à la fois naine, une minorité opprimée à Ankh-Morpork au moment de son recrutement, et femme (traitée comme une femme trans par la narration et par son peuple) est une image de l'intersectionnalité, montrant comment les discriminations s'articulent entre elles : elle est rejetée par les hommes du Guet parce que femme, par les humains parce que naine, et par les nains d'Ankh-Morpork parce que « transgenre ».

##### Le Régiment monstrueux
Le Régiment monstrueux est dédié tout entier à la question du genre,. Dans un royaume où les hommes héritent de tous les biens de valeur, une jeune femme se travestit pour échapper au mariage, intégrer l'armée et retrouver son frère. Elle y découvre que presque tout son régiment est constitué de femmes travesties et d'hommes trans.

#### Science et technologie
Terry Pratchett accorde une grande importance aux sciences et technologies du monde réel et y fait souvent référence dans ses romans. Sa série de livres La Science du Disque-monde est considérée par des universitaires comme l'incarnation d'un nouveau genre hybride, « la fusion fantasy-faits ».
Le personnage du mage Cogite Stibon, qui monte une équipe de mages « informaticiens », est une incarnation de cet intérêt pour la technologie.

#### Développement psychologique

##### Libre-arbitre
Le choix individuel est central dans la philosophie des romans du Disque-monde. Il est incarné notamment par le discours de Tiphaine Patraque, lors duquel elle répète « Voici mon choix », dans L'Hiverrier, et par la remarque dans Un chapeau de ciel que « Elle était là, elle portait le chapeau, elle faisait le boulot. Une règle de base de la sorcellerie : C’est à toi de t'en charger. »
Les personnages ne sont jamais bons ni mauvais. Vimaire remarque régulièrement que les personnes les plus douces en apparence et ordinaires sont capables des pires crimes quand on les met dans une situation qui les y encourage. Son personnage, très cynique, cherche le criminel dans toutes les personnes qu'il rencontre. Mémé Ciredutemps a aussi une conscience aiguë de l'étendue de son pouvoir et de la tentation de l'utiliser pour la destruction et pour son intérêt personnel.

##### Bildungsroman
Mortimer est le premier Bildungsroman de Pratchett : au début du roman, Mort est un adolescent maladroit, et à la fin il échappe à sa propre mort et est un expert de son art qui a confiance en lui. Il apprend surtout à se défaire de sa propre nature humaine au fur et à mesure des crises, atteignant comme le veut le genre un équilibre entre le monde extérieur et sa conscience intérieure.
La série de Tiphaine Patraque peut être considérée comme un Bildungsroman atypique par le choix d'une protagoniste féminine et de la structure en plusieurs volumes. Tiphaine apprend à prendre la responsabilité de ses actions, notamment dans L'Hiverrier, et à se créer son propre système de valeurs indépendant de celui que la société cherche à lui imposer, dans tous les tomes. Elle comprend également que ne pas être la cause d'un problème ne la dispense pas de le résoudre, ce qui fait d'elle une véritable sorcière.

##### Éducation
Les personnages de la série peuvent suivre différents types de formation formelle ou informelle : l'apprentissage auprès d'un expert, l'apprentissage magique, l'apprentissage artisan au sein d'une guilde, l'apprentissage religieux et l'école. L'éducation n'est pas forcément formelle, et se fait souvent par le biais de l'accompagnement d'un expert, en particulier dans les romans de Tiphaine Patraque et dans Mortimer, où Mortimer est stagiaire de la Mort. Dans les deux cas, l'apprenti est logé et nourri chez son maître et l'accompagne en permanence.
Tiphaine Patraque ne reçoit jamais d'éducation formelle : elle travaille au sein de la ferme familiale et est considérée comme fromagère experte dès l'enfance. Elle est autodidacte et prononce fréquemment les mots de la mauvaise façon, les connaissant seulement à l'écrit ; elle se forme auprès de professeurs vagabonds qui passent de village en village pour proposer leurs services pédagogiques, ce qui exige un paiement qui détermine la quantité et la qualité des informations qui lui seront inculquées. À la fin des romans, elle fait part de son intention d'ouvrir une école classique dans sa région.
L'éducation formelle peut exister pour les classes aisées. Le Collège pour jeunes filles de Quirm est un lieu de socialisation basé sur l'internat britannique classique, un lieu où les jeunes femmes de bonne famille sont envoyées pour apprendre les talents domestiques qui les prépareront au mariage. Suzanne Sto Hélit vit ses études comme une corvée, puis devient enseignante : Terry Pratchett montre alors son école idéale, basée sur l'utopie d'Erich Kästner à base de voyages scolaires fréquents et d'intégration des élèves au tissu social de la classe en fonction de leurs compétences propres.
L'Université de l'Invisible est la plus grande université du Disque-monde et se spécialise dans la formation des mages depuis environ deux millénaires. L'université est intégrée soit par un accomplissement extraordinaire, soit par cooptation ; les anciens élèves intègrent la faculté jusqu'à leur mort, avec un mode de vie marqué par les nombreux repas abondants. La philosophie de l'université est que les étudiants savent lire et sont donc parfaitement capables d'apprendre seuls à la bibliothèque, et les cours sont réduits au minimum ; ce qui est présenté comme une méthode pédagogique est une manifestation très transparente de la paresse des enseignants.

#### Mort et religion
Plusieurs livres de Pratchett, dont Le Père Porcher, se penchent sur la différence entre le vrai et le faux, le réel et l'imaginaire, reprenant les thèmes de la philosophie allemande. La croyance définit très littéralement la réalité : dans Le Père Porcher, on apprend que les divinités n'existent que si on croit en elles. En retour, on peut croire à n'importe quelle explication surnaturelle d'un phénomène observable : si on y croit réellement, alors la figure anthropomorphisée du phénomène se mettra à exister, notamment dans le roman la créature mangeuse de chaussettes fraîchement lavées (mais pas, comme le découvre le doyen de l'université attristé, « le goblin “Donnez au doyen un gros sac d’argent” », puisque son interlocutrice lui fait remarquer à juste titre qu'il reçoit rarement des gros sacs d'argent à l'origine inexplicable).
Dans La Couronne du berger, Pratchett raconte la préparation minutieuse de Mémé Ciredutemps pour sa propre mort, faisant écho à celle de l'auteur après l'écriture de ce dernier roman.

#### Autres thèmes
Le rôle du bruit est vu comme positif par Roderick McGillis. Dans la série Tiphaine Patraque, Tiphaine est régulièrement sauvée par les Nac mac Feegle, des créatures indisciplinées et très bruyantes qui mettent la liberté au-dessus de tout. Il s'agit d'une illustration des convictions personnelles de Pratchett, qui respecte la liberté et les transgressions de ce peuple, les opposant à la cruauté silencieuse et à l'intolérance de l'essentiel des méchants des romans de la série.

### Approche transdisciplinaire
L'approche transdisciplinaire de Terry Pratchett a souvent été saluée par le monde académique. Il mélange des connaissances personnelles de folklore et de mythologie à des approches universitaires de théologie, de philosophie, de géographie, de sport, de sciences sociales et de politique.

### Influences
Ses premières inspirations sont Le Vent dans les saules de Kenneth Grahame et les œuvres d'Isaac Asimov et d'Arthur C. Clarke. Il découvre par la suite P. G. Wodehouse, Tom Sharpe, Jerome K. Jerome, Roy Lewis, G. K. Chesterton et Mark Twain.
L’œuvre appartient à la famille des parodies du Seigneur des Anneaux de J. R. R. Tolkien, en particulier dans ses premiers tomes, quand l'univers n'est pas encore parfaitement défini et reste essentiellement une revue humoristique de clichés de la fantasy. Les deux premiers tomes reprennent également de façon presque identique les personnages de Fafhrd et du Souricier Gris du Cycle des épées. Le personnage récurrent de Cohen le Barbare est une référence évidente à Conan le Barbare. Plusieurs personnages de la série parlent d'aller où aucun homme n'est jamais allé, reprenant une phrase célèbre de Star Trek.

## Écriture

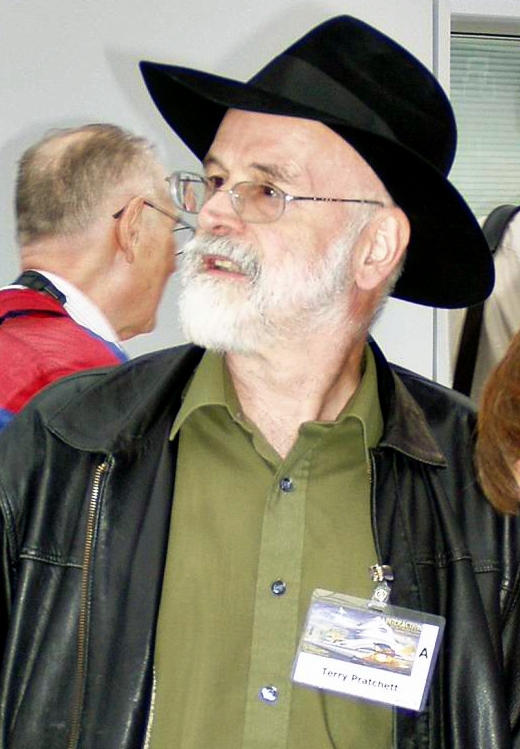
Terry Pratchett en 2005.

### Origine
Après quelques nouvelles de science-fiction ou d'horreur, Terry Pratchett se consacre rapidement à la fantasy, expliquant qu'« il est plus facile de faire plier l'univers autour de l'histoire » dans ce genre littéraire. En 1981, Terry Pratchett écrit Strate-à-gemmes, un premier roman qui donne un aperçu de la construction du Disque-monde et en particulier de ses aspects physiques : un disque posé sur quatre éléphants, eux-mêmes debout sur le dos de la grande tortue A'Tuin qui voyage dans l'espace. Deux ans plus tard, il publie le premier volume du Disque-monde, La Huitième couleur. À cette époque, il écrit à côté de son travail à plein temps de chargé des relations publiques pour le Central Electricity Generating Board (bureau pour l’énergie) dans une zone qui recouvre plusieurs centrales nucléaires.

### Publication
Son premier roman de la série Disque-monde est publié en 1983 par Colin Smythe Limited. Les droits pour la version poche sont rapidement acquis par Corgi, une filiale de l'éditeur Transworld. L'auteur gagne en popularité lorsqu'il est mis en avant dans l'émission radio de la BBC « Woman's Hour » ; il signe alors chez l'éditeur Victor Gollancz, dont il est le premier auteur de fantasy. Colin Smythe devient son agent. À cette époque, Pratchett prend l'habitude d'écrire tous les soirs après le travail, environ 400 mots. En 1987, après la publication du quatrième volume du Disque-monde, Mortimer, il démissionne de son emploi pour écrire à plein temps.

### Illustrations
Les illustrations des romans sont faites d'abord par Josh Kirby puis par Paul Kidby après la mort de son prédécesseur. Leurs couvertures originales des romans ne sont, d'après certains universitaires, pas seulement des décorations, mais participent à l'interprétation des ouvrages et de leur sous-texte. Dans Le dernier héros, roman illustré par Kidby, l'image est parfaitement intégrée au texte et le complète.

### Traductions
Les romans des Annales du Disque-monde sont traduits en français par Patrick Couton, qui a reçu en 1998 le prix de traduction du grand prix de l'Imaginaire pour son travail. Ils sont publiés originellement par L'Atalante, qui publie aussi Guy Gavriel Kay.
Les défis de traduction des livres du Disque-monde ont fait l'objet d'études dédiées. Les romans sont constellés de références culturelles variées, parfois littéraires, parfois scientifiques ; presque tous les noms de lieux et de personnages sont des références voilées ou des jeux de mots, et l'approche de certains lieux comme caricatures de lieux réels ne se traduit pas forcément bien dans les lieux en question. Le traducteur doit donc faire un effort important de recherche sur chaque référence, dont certaines sont culturelles ou orales et n'ont pas ou peu de traces écrites, avant même de commencer son travail de traduction. Patrick Couton note la transcréation de nombreuses références culturelles : par exemple, dans Accros du roc, le groupe de musique Dwarfs with Attitude, inspiré par NWA, devient « Suprême naine ta mère » en référence à Suprême NTM. Il raconte aussi avoir abandonné des références intraduisibles et en avoir inséré d'autres purement françaises plus loin dans le récit pour équilibrer.

### Après la mort de Pratchett
Quand Terry Pratchett reçoit son diagnostic de la maladie d'Alzheimer, il affirme qu'il aimerait que sa fille Rhianna Pratchett continue son œuvre. Il co-fonde l'entreprise Narrativia en 2012 avec Rob Wilkins et Rhianna y devient scénariste ; l'entreprise s'occupe de la production des adaptations de ses romans sur d'autres supports. Rhianna Pratchett s'implique dans la création de spin-offs, d'adaptations et d'ouvrages compagnons, mais dit que la franchise n'aura jamais de nouveaux romans.
À la mort de Pratchett et selon son vœu, tous ses documents de travail, dont une dizaine de romans inachevés, sont détruits.

## Accueil

### Accueil commercial
Peter Hunt dit en 1991 que « aucun train britannique ne peut quitter la gare s'il n'y a pas au moins un passager en train de lire un roman de Pratchett », et en 2002, un livre vendu sur 100 en Angleterre est écrit par Pratchett. Il est l'auteur le plus vendu en Grande-Bretagne dans les années 1990, ; en 1996, il est pour la dernière fois de la décennie l'auteur le plus vendu et le mieux payé du Royaume-Uni, avant d'être détrôné par J. K. Rowling à partir de l'année suivante. Son travail sur la fantasy, rendant le genre populaire et apprécié par les masses, est parfois présenté comme une raison pour laquelle la saga Harry Potter a pu rencontrer un succès commercial immédiat,. Il reste second dans le classement, et garde le titre douteux d'auteur le plus volé en magasin,.
En 2008, Pratchett a vendu 65 millions de livres dans 35 langues. À sa mort, il a vendu plus de 85 millions de livres dans 37 langues. Le roman La Couronne du berger, publié à titre posthume quelques mois après sa mort, se vend en près de 53 000 exemplaires dans les trois jours qui suivent sa sortie,. Il s'agit de son dixième roman classé premier des ventes britanniques la semaine de sa sortie.

### Accueil critique
Les critiques sont très favorables quant à l'ensemble de la carrière de Terry Pratchett. Selon Peter Ingham du Times, « lire un nouveau roman du Disque-monde, c'est comme essayer de manger un donut en une bouchée, mais la force de Pratchett, c'est d'écrire des livres qu'on peut facilement relire plusieurs fois ». Pour Mat Coward du Morning Star, « ses livres sont bien écrits, amènent de la joie au lecteur, et parviennent tout de même à être étudiés par des diplômés de hautes études […] à qui on a appris qu'apprécier un livre était un péché ». Le journal Today écrit que « c'est un homme plein de talent, de finesse et d'intérêt ». Alex Hamilton du Booksellers, lui, compare Pratchett à Roald Dahl. Sa série du Disque-monde, malgré sa longueur, est qualifiée de très inventive,.
Il est fréquemment considéré comme le meilleur écrivain humoristique de son époque,,,.

### Prix et récompenses
Les romans du Disque-monde ont remporté plusieurs prix : le British Science Fiction Award en 1989 pour Pyramides, la Carnegie Medal dans la catégorie enfants en 2001 pour Le Fabuleux Maurice et ses rongeurs savants. En 2003, Ronde de nuit remporte le prix Prometheus du roman libertarien. Trois de ses romans, qui mettent en scène Tiphaine Patraque, obtiennent le prix Locus du meilleur roman pour jeunes adultes en 2004, 2005 et 2007. En 2010, Je m'habillerai de nuit remporte un prix Andre-Norton.
L'auteur s'est vu attribuer au total huit diplômes honorifiques : par l'université de Warwick en 1999, celle de Portsmouth en 2001, celle de Bath en 2003, celle de Bristol en 2004, celles du Buckinghamshire et du Trinity College en 2008, celles de Bradford et de Winchester en 2009.
En 2003, la BBC établit la liste des 200 romans les plus appréciés au Royaume-Uni, la liste « Big Read ». Terry Pratchett fait partie des deux seuls auteurs, avec Charles Dickens, à voir cinq de ses romans dans le top 100, et est l'écrivain avec le plus de romans dans le classement total des 200 ouvrages, avec quinze apparitions, dont quatorze font partie de la série Disque-monde.

### Communautés de fans
Terry Pratchett affirme soutenir la fanfiction à la seule condition de ne pas avoir à la lire, demandant par ailleurs à ne pas voir de fanfictions postées dans les forums dédiés à son œuvre qu'il a l'habitude de fréquenter. Il se rend à des conventions avec un T-shirt proclamant : Tolkien’s dead. JK Rowling said no. Philip Pullman couldn’t make it. Hi, I’m Terry Pratchett (« Tolkien est mort. JK Rowling a dit non. Philip Pullman n'était pas disponible. Salut ! Je suis Terry Pratchett. »),. Dans les années 1980, il répond très régulièrement aux lettres de fans. Une newsletter mensuelle de fans est publiée à partir d'avril 1997.

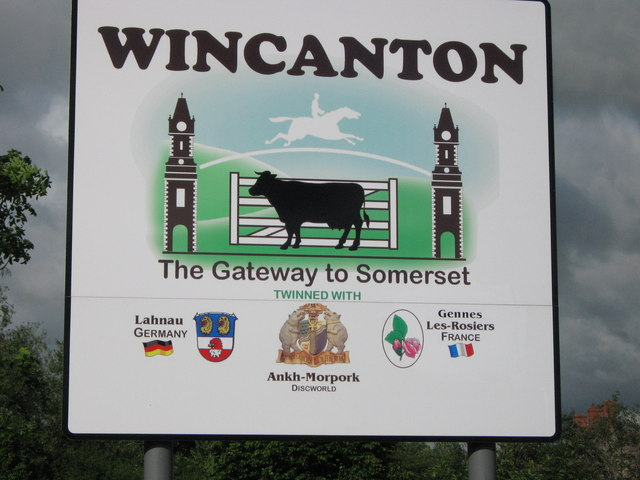
La ville de Wincanton est jumelée à celle, fictive, d'Ankh-Morpork.

Le Discworld Emporium est une boutique officielle de produits dérivés située à Wincanton. Les produits dérivés sont produits par Pratchett et quelques-uns de ses proches ; Pratchett surveille leur création et ne vend pas les droits à des franchises plus importantes. Le magasin organise chaque année un festival de trois jours fin novembre sur le thème de la fête du Porcher, équivalent de Noël sur le Disque-monde, qui attire une centaine de personnes en 2010 et plus d'un millier en 2014. Il s'agit d'un rendez-vous pour la communauté internationale de fans, qui se rendent souvent au magasin pour du simple tourisme. En réponse au succès commercial et touristique du magasin, la ville de Wincanton se jumelle en 2002 avec Ankh-Morpork, et en 2007 nomme les rues de son nouveau quartier d'après les rues de la ville fictive.

### Influence sur d'autres auteurs
Patrick Rothfuss se dit fortement inspiré par l’œuvre de Terry Pratchett. Neil Gaiman, qui a beaucoup collaboré avec Pratchett et même partagé certains personnages avec lui, fait souvent allusion à l’œuvre de son ami et collègue dans ses romans ainsi que dans l'adaptation télévisée de leur livre co-écrit Good Omens.

### Théorie des bottes
Dans Le Guet des orfèvres, Pratchett écrit :

« Les riches étaient riches, concluait Vimaire, parce qu'ils parvenaient à dépenser moins d'argent.
Tenez, les bottes, par exemple. Il gagnait trente-huit piastres par mois plus les indemnités. Une très bonne paire de bottes en cuir coûtait cinquante piastres. Mais une paire abordable, du genre à tenir une saison ou deux avant de prendre autant l'eau qu'une éponge dès que le carton rendait l'âme, en coûtait à peu près dix. […] Mais ce qu'il faut dire, c'est que de bonnes bottes duraient des années et des années.
L'acheteur en mesure de débourser cinquante piastres pour une paire de bottes gardait ses pieds au sec au moins dix ans, alors que le miséreux qui ne pouvait s'offrir que des bottes bon marché dépensait cent piastres dans le même laps de temps et se retrouvait quand même les pieds mouillés.
C'était la théorie "bottière" de l'injustice socio-économique du Capitaine Samuel Vimaire. »

Cette théorie est reprise dans un article d'opinion par Jack Monroe, qui annonce son propre indice des prix, l'Indice des Bottes de Vimaire (VBI, Vimes Boots Index), pour suivre les prix moyens des aliments les moins chers, par opposition à l'Indice des Prix à la Consommation (IPC) et à l'Indice des Prix de Détail (IPD) officiels de l'Office for National Statistics, qui sont des indices des prix suivant les dépenses moyennes des ménages et qui ne sont pas ajustés en fonction du revenu,. Quelques jours plus tard, sans citer Monroe, l'ONS publie un communiqué de presse annonçant qu'il compte réviser son indice pour prendre en compte le revenu des ménages dans son calcul à l'avenir.

## Adaptations
En 1986, la première adaptation en jeu vidéo du Disque-monde sort sous le titre The Colour of magic : il s'agit d'un jeu d'aventure textuel. En 1995, Discworld est le premier d'une trilogie de jeux vidéo développés par Perfect Entertainment.
En 1990, Stephen Briggs adapte Trois soeurcières en pièce de théâtre accessible aux troupes amateur. Il fait de même pour vingt autres romans du Disque-monde.
En 1992, la duologie de début des romans est adaptée en bande dessinée. Deux ans plus tard, c'est le cas de Mortimer, et en 2000 de Au Guet !.
En 1997, Trois soeurcières et Accros du roc sont adaptés en dessin animé sur Channel 4,.
En 2006, Sky1 adapte Le père Porcher en deux téléfilms. En 2008, la chaîne fait de même pour La Huitième Couleur, avec David Jason dans le rôle de Rincevent et Sean Astin dans celui de Deuxfleurs. Un troisième et dernier roman est adapté en 2010 par la chaîne, Timbré, encore en deux parties,.
En 2019, des fans produisent un court-métrage d'une nouvelle du Disque-monde, Troll Bridge. Le court-métrage, passé par une campagne de financement participatif, est approuvé par Terry Pratchett pendant la production et par Rhianna Pratchett à sa sortie et reçoit de nombreuses récompenses.
En 2020, Rhianna Pratchett annonce une adaptation télévisée « parfaitement fidèle » des romans de son père. La même année, BBC America produit une adaptation des romans sous le titre The Watch, qui suit des personnages du Guet d'Ankh-Morpork dans un univers réaliste. La série reçoit un accueil très négatif de personnes n'y voyant aucun lien avec les romans d'origine,.
Les livres audio de la série sont narrés par Stephen Briggs, Martin Jarvis, Nigel Planer et George Guidall. Une nouvelle série de livres audio est lancée par Penguin Random House à partir de 2021, avec Bill Nighy pour les notes de bas de page, Peter Serafinowicz pour la Mort, et différents narrateurs dont Indira Varma, Colin Morgan, Andy Serkis et Sian Clifford.

## Ouvrages complémentaires

### La Science du Disque-monde
En 1999, Terry Pratchett s'entoure du mathématicien Ian Stewart et du biologiste Jack Cohen pour écrire La Science du Disque-monde, qui devient ensuite une série. Dans ces livres, la fiction côtoie la réalité : les mages du Disque-monde y étudient le « Globe-monde », similaire à la Terre, et tentent d'analyser leurs découvertes. Les livres de la série sont considérés comme de la science-fiction et mélangent l'histoire drôle de Pratchett, qui parodie la méthode scientifique, et les explications plus poussées de Stewart et Cohen. Les trois autres tomes de la série sont La Science du Disque-monde II : Le Globe (The Science of Discworld II: the Globe), paru en 2002, La Science du Disque-monde III : L'Horloge de Darwin (The Science of Discworld III: Darwin's Watch) paru en 2005 et La Science du Disque-monde IV : Le Jugement dernier (The Science of Discworld IV: Judgement Day) paru en 2013.
En 2004, Pratchett est récompensé pour ces ouvrages de vulgarisation scientifique par un diplôme honorifique de l'université de Warwick, dont sont issus les deux scientifiques coauteurs. Le premier tome passe 10 semaines dans le top 10 des best-sellers de non-fiction au Royaume-Uni.

### Nouvelles
Terry Pratchett écrit six nouvelles en rapport direct avec le Disque-monde ainsi qu'une nouvelle intitulée Les Platines de la nuit se passant au Royaume-Uni dans laquelle La Mort a un rôle.
Les Platines de la nuit, paru en 1989 en anglais, est publié en 2003 dans le second numéro de la revue Asphodale. Drame de Troll est publié dans L'Adieu au Roi (After The King: Stories in honour of J. R. R. Tolkien), un recueil d'histoires courtes et d'essais en hommage à Tolkien publié en 1992 et traduit la même année, et existe aussi sous forme de petit livre édité par les éditions L'Atalante en 2000. En 1998, La Mer et les Petits Poissons paraît ; il est traduit l'année suivante dans l'anthologie Légendes dirigée par Robert Silverberg.
Quatre autres nouvelles paraissent, toutes traduites en français en 2011 : Le Théâtre de la cruauté (Theatre of Cruelty) en 1993, La Mort et tout ce qui s'ensuit (Death and What Comes Next) en 2002, Rejet par l'université de procédés diaboliques (A Collegiate Casting-out of Devilish Devices) en 2005 et Minutes de la réunion en vue de concrétiser le projet de fédération de scouts d'Ankh-Morpork (Minutes of the Meeting to Form the Proposed Ankh-Morpork Federation of Scouts) en 2007.

### Autres livres
Le Vade-Mecum (1994), coécrit avec Stephen Briggs, est un guide encyclopédique de l'univers de la série. La troisième édition, rebaptisée Le Nouveau Vade-Mecum, paraît en 2003. La collaboration entre Pratchett et Briggs continue en 1995 avec La Carte du Disque-monde qui comprend une grande carte du Disque-monde, ainsi qu'un livret contenant les biographies des principaux explorateurs du monde. Plus tard, trois nouvelles cartes sont publiées, représentant Ankh-Morpork, Lancre et le domaine de la Mort, ainsi qu'un second vade-mecum, Turtle Recall: The Discworld Companion … So Far, en 2012.
Avec Tina Hannan, Terry Pratchett écrit en 1999 Les Recettes de Nounou Ogg (Nanny Ogg's Cookbook), un livre de cuisine humoristique. En 2004, il publie L'Art du Disque-monde, illustré par son partenaire régulier Paul Kidby. En 2012, il publie Tout Ankh-Morpork : Guide touristique exhaustif (The Compleat Ankh-Morpork: City Guide), puis Le Guide de Mme Chaix (Mrs Bradshaw’s Handbook) en 2014 et enfin Tout le Disque-monde (The Compleat Discworld Atlas) en 2015.
En 2000, la Science Fiction Foundation publie une anthologie d'essais académiques sous le titre Terry Pratchett: Guilty of Literature. En 2008, Terry Pratchett et Jacqueline Simpson publient en collaboration The Folklore of Discworld, publié dans la lignée des travaux académiques de Simpson sur le folklore.
En 2005, il publie le livre pour enfants Where's My Cow?, illustré par Melvyn Grant ; le livre est présenté comme l'ouvrage préféré du fils de Samuel Vimaire, cinq ans, dans la série des romans. De même pour Le Monde merveilleux du caca (The World of Poo), paru en 2012 et qui existe aussi dans les romans.

### Livres publiés
1. ↑  Terry Pratchett et Patrick Marcel, La huitième couleur, l'Atalante, coll. « Les annales du Disque-monde », 1993, 283 p. (ISBN 978-2-905158-67-3).
2. ↑  « Sourcery », sur LSpace (consulté le 5 juin 2023).
3. ↑  « Eric », sur lspace.org (consulté le 1er juin 2023).
4. ↑  « Interesting Times », sur lspace.org (consulté le 1er juin 2023).
5. ↑  « The Last Hero », sur lspace.org (consulté le 1er juin 2023).
6. ↑  « Equal Rites », sur lspace.org (consulté le 13 avril 2022).
7. ↑  Terry Pratchett et Patrick Couton, La huitième fille, l'Atalante, coll. « Les annales du disque-monde », 1994, 269 p. (ISBN 978-2-905158-84-0).
8. ↑  Terry Pratchett, Wyrd sisters, Gollancz, 1988, 251 p. (ISBN 0575043636, OCLC 18070625).
9. ↑  (en) « Lords and Ladies by Terry Pratchett », sur publishersweekly.com (consulté le 1er juin 2023).
10. ↑  « Maskerade », sur lspace.org (consulté le 5 juin 2023).
11. ↑  (en-GB) Penguin Random House, « Carpe Jugulum », sur terrypratchettbooks.com (consulté le 1er juin 2023).
12. ↑  « Title: The Wee Free Men », sur isfdb.org (consulté le 1er juin 2023).
13. ↑  (en) « A Hat full of Sky by Terry Pratchett Read by Stephen Briggs | Audiobook Review », sur AudioFile Magazine (consulté le 1er juin 2023).
14. ↑  (en) Wintersmith (lire en ligne).
15. ↑  « Mort », sur lspace.org (consulté le 5 juin 2023).
16. ↑  (en) « Soul music by Terry Pratchett », sur Open Library (consulté le 1er juin 2023).
17. ↑  « Hogfather by Terry Pratchett », sur publishersweekly.com, invalid date (consulté le 1er juin 2023).
18. ↑  « Men at Arms », sur www.lspace.org (consulté le 1er juin 2023).
19. ↑  « Feet of Clay », sur lspace.org (consulté le 1er juin 2023).
20. ↑  « Jingo », sur lspace.org (consulté le 1er juin 2023).
21. 1 2  Terry Pratchett et Patrick Couton, Le cinquième éléphant, l'Atalante, coll. « Les annales du disque-monde », 2004, 448 p. (ISBN 978-2-84172-282-2).
22. ↑  Terry Pratchett et Patrick Couton, Jeu de nains, l'Atalante, coll. « Les annales du disque-monde », 2008, 448 p. (ISBN 978-2-84172-445-1).
23. ↑  Terry Pratchett et Patrick Couton, Le régiment monstrueux, l'Atalante, coll. « Les annales du disque-monde », 2007, 464 p. (ISBN 978-2-84172-359-1).
24. ↑  Terry Pratchett et Patrick Couton, Monnayé, l'Atalante, coll. « Les annales du disque-monde », 2009 (ISBN 978-2-84172-481-9).
25. ↑  Terry Pratchett, David Wyatt et Patrick Couton, Le fabuleux Maurice et ses rongeurs savants, l'Atalante, coll. « La Dentelle du cygne », 2004, 288 p. (ISBN 978-2-84172-292-1).
26. ↑  Terry Pratchett, Le Faucheur, éditions l'Atalante, 1998,  (ISBN 2-84172-066-7). Page 51.
27. ↑  Terry Pratchett et Patrick Couton, Le cinquième éléphant, l'Atalante, coll. « Les annales du disque-monde », 2004, 448 p. (ISBN 978-2-84172-282-2), p. 38.
28. ↑  Terry Pratchett, Le Guet des orfèvres, L'Atalante, 2004, 408 p. (ISBN 978-2-266-13698-3).
29. ↑  Terry Pratchett, Ian Stewart, Jack Sidney Cohen et Patrick Couton, La science du Disque-monde, l'Atalante, coll. « Les annales du disque-monde », 2009, 496 p. (ISBN 978-2-84172-463-5).
30. ↑  « Les Platines de la nuit - Editions de l'ouvrage », sur noosfere.org (consulté le 5 juin 2023).
31. ↑  « Drame de troll - Editions de l'ouvrage », sur noosfere.org (consulté le 5 juin 2023).
32. ↑  Terry Pratchett et Patrick Couton, Nouvelles du Disque-monde, l'Atalante, coll. « La Dentelle du cygne », 2011, 124 p. (ISBN 978-2-84172-559-5).
33. ↑  (en) « Bibliography: The Discworld Mapp », isfb.com (consulté le 5 janvier 2012).
34. ↑  (en) « Terry Pratchett, et al. : Nanny Ogg's Cookbook » (consulté le 5 janvier 2012).
35. ↑  « L'Art du Disque-Monde, Terry PRATCHETT », sur noosfere.org (consulté le 5 juin 2023).
36. ↑  Terry Pratchett, Tout Ankh-Morpork : guide touristique exhaustif incluant, nouveau plan des rues, annuaire commercial & répertoire géographique ainsi qu'une magnifique vue d'artiste de la grande cité dans son intégralité, l'Atalante, 2014, 128 p. (ISBN 978-2-84172-687-5).
37. ↑  Terry Pratchett, Guide de Mme Chaix : pour voyager à bord du chemin de fer hygiénique d'Ankh-Morpork et des plaines de Sto, l'Atalante, 2015, 144 p. (ISBN 978-2-84172-736-0).
38. ↑  Terry Pratchett et Patrick Couton, Tout le "Disque-monde", l'Atalante, 2017, 127 p. (ISBN 978-2-84172-831-2).
39. ↑  « Le monde merveilleux du caca », sur L'Atalante (consulté le 5 juin 2023).

### Terry Pratchett's Narrative Worlds
1. ↑  Rana 2018, p. 2.
2. ↑  Rana 2018, p. 4.
3. ↑  Rana 2018, p. 5.
4. ↑  Rana 2018, p. 139.
5. ↑  Rana 2018, p. 1.
6. ↑  Rana 2018, p. 8.
7. ↑  Rana 2018, p. 58.
8. 1 2  Rana 2018, p. 64.
9. 1 2 3 4  Rana 2018, p. 61.
10. 1 2  Rana 2018, p. 62.
11. 1 2  Rana 2018, p. 63.
12. ↑  Rana 2018, p. 149.
13. 1 2  Rana 2018, p. 67.
14. 1 2 3  Rana 2018, p. 60.
15. 1 2 3  Rana 2018, p. 59.
16. ↑  Rana 2018, p. 59-60.
17. ↑  Rana 2018, p. 68.
18. 1 2  Rana 2018, p. 65.
19. ↑  Rana 2018, p. 66-67.
20. ↑  Rana 2018, p. 66.
21. 1 2 3  Rana 2018, p. 23.
22. 1 2  Rana 2018, p. 24.
23. ↑  Rana 2018, p. 25.
24. ↑  Rana 2018, p. 27.
25. 1 2 3  Rana 2018, p. 28.
26. ↑  Rana 2018, p. 30.
27. ↑  Rana 2018, p. 29.
28. ↑  Rana 2018, p. 31.
29. ↑  Rana 2018, p. 33.
30. 1 2  Rana 2018, p. 38.
31. 1 2 3 4  Rana 2018, p. 39.
32. ↑  Rana 2018, p. 42.
33. ↑  Rana 2018, p. 43.
34. 1 2  Rana 2018, p. 6.
35. 1 2  Rana 2018, p. 7.
36. ↑  Rana 2018, p. 96.
37. ↑  Rana 2018, p. 97.
38. 1 2  Rana 2018, p. 98.
39. ↑  Rana 2018, p. 94.
40. 1 2  Rana 2018, p. 95.
41. ↑  Rana 2018, p. 99.
42. ↑  Rana 2018, p. 101.
43. ↑  Rana 2018, p. 102.
44. ↑  Rana 2018, p. 103-104.
45. 1 2  Rana 2018, p. 105.
46. ↑  Rana 2018, p. 106.
47. ↑  Rana 2018, p. 9.
48. 1 2  Rana 2018, p. 140.
49. ↑  Rana 2018, p. 142.